# Prostashaus
Das Prostashaus (altgriechisch προστάς prostas „Vorzimmer“) ist einer der antiken griechischen Haustypen. Weitere Haustypen sind unter anderem das Pastashaus, das Megaron und das Peristyl.

Griechisches Wohnhaus, 1. Eingang, 2. Hof, 3. Vorhalle (Prostas), 4 .Oikos; gegenüber der Vorhalle befindet sich eine Exedra

Kern des Prostashauses ist der Oikos mit Vorhalle (Prostas), im Prinzip eine Weiterentwicklung des bronzezeitlichen Megaron. Um den Hof können sich noch je nach Wohlstand und Platz weitere Räume gruppieren wie ein Andron oder eine Exedra. Im Gegensatz zum Pastashaus bilden der Oikos und die Vorhalle (Prostas) eine Einheit, die nur einander zugeordnet sind und bleiben als solche vom Hof aus erkennbar. Das Prostas bleibt Vorhalle und nimmt nie den Charakter eines Korridors wie die Pastas an. Dem Oikos seitlich angegliedert sind in der Regel zwei kleinere Nebenräume. Der hintere gilt im Allgemeinen als Kammer, während der vordere, zumeist vom Hof aus erschlossen, als frühes Andron gedeutet wird.
Beispiele von Prostashäusern wurden in Priene, Kolophon, Pergamon und aus dem 7. Jahrhundert v. Chr. auch in Vroulia ergraben. Das Haus 33 in Priene zeigt beispielhaft, wie ein Prostashaus aus dem 4. Jahrhundert v. Chr. mit Hilfe des Nachbargrundstückes zu einem mehr als doppelt so großen Prostashaus des 2. Jahrhunderts v. Chr. erweitert wurde.